# 겟 리얼
겟 리얼(Get Real)은 영국에서 제작된 사이먼 쇼어 감독의 1998년 드라마, 멜로/로맨스 영화이다. 벤 실버스톤 등이 주연으로 출연하였고 스티븐 테일러 등이 제작에 참여하였다.

## 출연

### 주연
- 벤 실버스톤
- 브래드 고턴

### 조연
- 샬롯 브리튼
- 스테이시 하트
- 케이트 맥케너리
- 패트릭 닐슨
- 팀 해리스
- 제임스 D. 화이트

## 제작진
- 원작자: 패트릭 와일드
- 공동제작: 패트리샤 카
- 미술: 베른트 레펠
- 의상: 베른트 레펠
- 세트: 사이먼 웨이크필드
- 배역: 디 카링